# Angelo Grande
L'Angelo Grande (Hohe Angelusspitze o Hoher Angelus in tedesco) è una montagna delle Alpi Retiche meridionali alta 3521 m s.l.m.

## Descrizione
Il corpo montuoso dell'Angelo Grande si erge ad est di Solda, nel Parco nazionale dello Stelvio. Il corpo montuoso presenta una pineta alla base e pascoli nella parte alta. Nella vallata che si apre a nord è situato il Rifugio Serristori, punto di appoggio per la risalita. Verso la cima sono visibili numerose formazioni di ardesia e di quarzi.

### Itinerari di salita

#### Via normale
L'itinerario di risalita normale parte dal sentiero N.5 che parte a 500 metri a sud dal centro di Solda, lungo la strada che porta agli impianti di risalita. Si attraversa una pineta che si dirada salendo fino a diventare prato in corrispondenza del punto in cui si incrocia il sentiero proveniente dalla funivia "Pulpito", la cui stazione di arrivo è poco più a sud. Si prosegue dritti in direzione est verso il Rifugio Serristori, quindi si sale sul sentiero dietro il rifugio che porta a una pietraia fino a raggiungere uno sperone alla base del monte. Qui si risale arrampicandosi lungo il sentiero attrezzato fino a giungere in cresta da dove si può scorgere la Cima Vertana. Il sentiero che risale lungo la cresta è piuttosto ripido, specie nell'ultimo tratto prima della vetta.
Quando il tempo lo permette c'è la possibilità di poter ammirare un bel panorama sul gruppo Ortles-Cevedale e sui numerosi ghiacciai circostanti.